# Grand Prix de Voleibol de 2012
O Grand Prix de Voleibol de 2012 foi a 20ª edição do torneio anual de voleibol feminino organizado pela Federação Internacional de Voleibol (FIVB).
Disputada por dezesseis seleções em duas fases, foi realizado entre 8 de junho e 1 de julho. A fase final foi realizada em Ningbo, na China, com as cinco equipes melhores classificadas na fase preliminar mais o país-sede.
Pelo terceiro ano consecutivo, o título do torneio foi conquistado pelos Estados Unidos, com o Brasil finalizando na segunda posição. A Turquia completou o pódio em sua primeira aparição nas finais do Grand Prix.

## Equipes participantes
Entre 23 de setembro e 2 de outubro de 2011 foram disputadas as vagas europeias através do Campeonato Europeu disputado na Itália e Sérvia. A Sérvia se classificou como campeã da competição e as outras vagas foram para a Alemanha (vice-campeã), Turqua (3ª colocada), Itália (4ª) e Pôlonia (5ª).
A Copa Pan-Americana, disputada em Ciudad Juárez, no México, classificou seis seleções para o Grand Prix, sendo as quatro mais bem classificadas da NORCECA e duas da CSV. O Brasil sagrou-se campeão, seguido de República Dominicana (vice-campeã), Estados Unidos (3ª colocado), Cuba (4º), Porto Rico (5º) e Argentina (6º)..
Na Ásia três equipes se classificaram através da Copa Asiática realizada em Taipei. Japão, Coreia do Sul e Tailândia conquistaram as vagas. A China se classificou automaticamente por ser sede da fase final.
| Europa (CEV)                                   | América (NORCECA/CSV)                                                          | Ásia (AVC)                                               |
| ---------------------------------------------- | ------------------------------------------------------------------------------ | -------------------------------------------------------- |
| Sérvia · Alemanha · Turquia · Itália · Polônia | Brasil · República Dominicana · Estados Unidos · Cuba · Porto Rico · Argentina | China · Japão · Coreia do Sul · Tailândia · Taipé Chinês |

### Play-off
A décima sexta vaga foi decidida em um playoff de dois jogos entre o representante da África (Argélia) e a quinta equipe asiática (Taipei Chinês). Disputada sem solo argelino, cada seleção venceu um dos confrontos por 3 sets a 0 e a vaga foi decidida a favor de Taipei Chinês através do total de pontos nas duas partidas (141 a 138).
| Data        | Equipe #1 | Placar | Equipe #2    | 1º Set | 2º Set | 3º Set | 4º Set | 5º Set | Total | Cidade | Público |
| ----------- | --------- | ------ | ------------ | ------ | ------ | ------ | ------ | ------ | ----- | ------ | ------- |
| 27 de abril | Argélia   | 0–3    | Taipé Chinês | 19–25  | 24–26  | 20–25  |        |        | 63–76 | Orã    | 2 500   |
| 28 de abril | Argélia   | 3–0    | Taipé Chinês | 25–23  | 25–23  | 25–19  |        |        | 75–65 | Orã    | 2 200   |

## Calendário
| Data                                      | Local/Equipes                                                               | Local/Equipes                                                                             | Local/Equipes                                                     | Local/Equipes                                                              |
| ----------------------------------------- | --------------------------------------------------------------------------- | ----------------------------------------------------------------------------------------- | ----------------------------------------------------------------- | -------------------------------------------------------------------------- |
| Primeira semana: 8–10 de junho            | Grupo A · Macau Porto Rico · China · Tailândia · Argentina                  | Grupo B · Santo Domingo Estados Unidos · Alemanha · República Dominicana · Taipé Chinês · | Grupo C · Busan Japão · Cuba · Coreia do Sul · Turquia ·          | Grupo D · Łódź Polônia · Sérvia · Itália · Brasil                          |
| Segunda semana: 15–17 de junho            | Grupo E · São Bernardo do Campo Brasil · Alemanha · Itália · Estados Unidos | Grupo F · Komaki Japão · República Dominicana · Tailândia · Porto Rico                    | Grupo G · Foshan Polônia · China · Taipé Chinês · Coreia do Sul · | Grupo H · Belgrado Cuba · Sérvia · Turquia · Argentina                     |
| Terceira semana: 22–24 de junho           | Grupo I · Osaka Japão · Alemanha · Coreia do Sul · Turquia                  | Grupo J · Bangkok Estados Unidos · Sérvia · Tailândia · Argentina ·                       | Grupo K · Luohe Brasil · China · Cuba · Porto Rico                | Grupo L · Kaohsiung Itália · Polônia · República Dominicana · Taipé Chinês |
| Fase final: 27 de junho–1 de julho Ningbo |                                                                             |                                                                                           |                                                                   |                                                                            |

## Primeira fase
Na primeira fase as dezesseis equipes disputaram nove partidas em três semanas divididas em grupos de quatro equipes cada. As cinco equipes mais bem colocadas na classificação geral se classificaram à fase final. A China tinha vaga garantida na fase final por sediar o evento, totalizando seis equipes classificadas.

### Grupo A (Macau)
| Data   |            | Placar |            | 1º Set | 2º Set | 3º Set | 4º Set | 5º Set | Total |
| ------ | ---------- | ------ | ---------- | ------ | ------ | ------ | ------ | ------ | ----- |
| 8 jun  | Argentina  | 0–3    | Tailândia  | 18–25  | 9–25   | 22–25  |        |        | 49–75 |
| 8 jun  | China      | 3–0    | Porto Rico | 25–15  | 25–19  | 25–16  |        |        | 75–50 |
| 9 jun  | Porto Rico | 0–3    | Tailândia  | 21–25  | 20–25  | 22–25  |        |        | 63–75 |
| 9 jun  | Argentina  | 1–3    | China      | 25–23  | 18–25  | 22–25  | 18–25  |        | 83–98 |
| 10 jun | Argentina  | 1–3    | Porto Rico | 20–25  | 16–25  | 25–16  | 17–25  |        | 78–91 |
| 10 jun | China      | 3–1    | Tailândia  | 18–25  | 25–20  | 25–18  | 25–19  |        | 93–82 |

### Grupo B (Santo Domingo)
| Data   |                      | Placar |                      | 1º Set | 2º Set | 3º Set | 4º Set | 5º Set | Total |
| ------ | -------------------- | ------ | -------------------- | ------ | ------ | ------ | ------ | ------ | ----- |
| 8 jun  | Alemanha             | 1–3    | Estados Unidos       | 17–25  | 15–25  | 25–23  | 11–25  |        | 68–98 |
| 8 jun  | República Dominicana | 3–0    | Taipé Chinês         | 25–23  | 25–19  | 25–18  |        |        | 75–60 |
| 9 jun  | Estados Unidos       | 3–0    | Taipé Chinês         | 25–10  | 25–22  | 25–12  |        |        | 75–44 |
| 9 jun  | Alemanha             | 3–0    | República Dominicana | 25–16  | 25–18  | 25–19  |        |        | 75–53 |
| 10 jun | Taipé Chinês         | 0–3    | Alemanha             | 11–25  | 15–25  | 15–25  |        |        | 41–75 |
| 10 jun | República Dominicana | 0–3    | Estados Unidos       | 18–25  | 19–25  | 15–25  |        |        | 52–75 |

### Grupo C (Busan)
| Data   |               | Placar |         | 1º Set | 2º Set | 3º Set | 4º Set | 5º Set | Total   |
| ------ | ------------- | ------ | ------- | ------ | ------ | ------ | ------ | ------ | ------- |
| 8 jun  | Japão         | 0–3    | Turquia | 19–25  | 21–25  | 21–25  |        |        | 61–75   |
| 8 jun  | Coreia do Sul | 2–3    | Cuba    | 25–23  | 25–27  | 18–25  | 25–23  | 11–15  | 104–113 |
| 9 jun  | Coreia do Sul | 1–3    | Turquia | 18–25  | 25–22  | 21–25  | 14–25  |        | 78–97   |
| 9 jun  | Japão         | 1–3    | Cuba    | 20–25  | 25–20  | 18–25  | 20–25  |        | 83–95   |
| 10 jun | Coreia do Sul | 1–3    | Japão   | 19–25  | 25–23  | 19–25  | 22–25  |        | 85–98   |
| 10 jun | Cuba          | 3–1    | Turquia | 25–20  | 21–25  | 25–17  | 25–20  |        | 96–82   |

### Grupo D (Łódź)
| Data   |         | Placar |        | 1º Set | 2º Set | 3º Set | 4º Set | 5º Set | Total  |
| ------ | ------- | ------ | ------ | ------ | ------ | ------ | ------ | ------ | ------ |
| 8 jun  | Itália  | 2–3    | Brasil | 25–18  | 22–25  | 21–25  | 25–20  | 6–15   | 99–103 |
| 8 jun  | Polônia | 3–2    | Sérvia | 24–26  | 25–22  | 20–25  | 25–16  | 15–10  | 109–99 |
| 9 jun  | Sérvia  | 2–3    | Brasil | 25–21  | 18–25  | 23–25  | 25–23  | 5–15   | 96–109 |
| 9 jun  | Polônia | 1–3    | Itália | 22–25  | 25–23  | 20–25  | 29–31  |        | 96–104 |
| 10 jun | Itália  | 0–3    | Sérvia | 18–25  | 14–25  | 23–25  |        |        | 55–75  |
| 10 jun | Polônia | 2–3    | Brasil | 15–25  | 13–25  | 25–23  | 25–22  | 10–15  | 88–110 |

### Grupo E (São Bernardo do Campo)
| Data   |                | Placar |                | 1º Set | 2º Set | 3º Set | 4º Set | 5º Set | Total   |
| ------ | -------------- | ------ | -------------- | ------ | ------ | ------ | ------ | ------ | ------- |
| 15 jun | Itália         | 0–3    | Estados Unidos | 25–27  | 20–25  | 17–25  |        |        | 62–77   |
| 15 jun | Brasil         | 3–1    | Alemanha       | 18–25  | 25–14  | 25–18  | 26–24  |        | 94–81   |
| 16 jun | Estados Unidos | 3–0    | Alemanha       | 25–23  | 25–23  | 25–17  |        |        | 75–63   |
| 16 jun | Brasil         | 3–2    | Itália         | 26–24  | 14–25  | 25–15  | 24–26  | 16–14  | 105–104 |
| 17 jun | Brasil         | 1–3    | Estados Unidos | 25–20  | 18–25  | 18–25  | 23–25  |        | 84–95   |
| 17 jun | Alemanha       | 3–0    | Itália         | 30–28  | 25–13  | 26–24  |        |        | 81–65   |

### Grupo F (Komaki)
| Data   |                      | Placar |                      | 1º Set | 2º Set | 3º Set | 4º Set | 5º Set | Total   |
| ------ | -------------------- | ------ | -------------------- | ------ | ------ | ------ | ------ | ------ | ------- |
| 15 jun | Tailândia            | 3–1    | Porto Rico           | 25–18  | 19–25  | 25–11  | 25–19  |        | 94–73   |
| 15 jun | Japão                | 3–0    | República Dominicana | 25–17  | 25–13  | 25–18  |        |        | 75–48   |
| 16 jun | República Dominicana | 0–3    | Tailândia            | 14–25  | 22–25  | 19–25  |        |        | 55–75   |
| 16 jun | Japão                | 3–0    | Porto Rico           | 25–20  | 25–18  | 25–16  |        |        | 75–64   |
| 17 jun | República Dominicana | 2–3    | Porto Rico           | 19–25  | 25–21  | 23–25  | 25–21  | 12–15  | 104–107 |
| 17 jun | Japão                | 2–3    | Tailândia            | 15–25  | 25–16  | 25–22  | 19–25  | 16–18  | 100–106 |

### Grupo G (Foshan)
| Data   |               | Placar |               | 1º Set | 2º Set | 3º Set | 4º Set | 5º Set | Total  |
| ------ | ------------- | ------ | ------------- | ------ | ------ | ------ | ------ | ------ | ------ |
| 15 jun | Coreia do Sul | 0–3    | Polônia       | 17–25  | 16–25  | 22–25  |        |        | 55–75  |
| 15 jun | China         | 3–0    | Taipé Chinês  | 25–13  | 25–17  | 25–19  |        |        | 75–49  |
| 16 jun | Taipé Chinês  | 0–3    | Polônia       | 10–25  | 24–26  | 19–25  |        |        | 53–76  |
| 16 jun | China         | 3–0    | Coreia do Sul | 25–22  | 25–16  | 25–18  |        |        | 75–56  |
| 17 jun | Taipé Chinês  | 1–3    | Coreia do Sul | 21–25  | 29–27  | 20–25  | 20–25  |        | 90–102 |
| 17 jun | China         | 3–0    | Polônia       | 25–19  | 25–17  | 29–27  |        |        | 79–63  |

### Grupo H (Belgrado)
| Data   |           | Placar |           | 1º Set | 2º Set | 3º Set | 4º Set | 5º Set | Total |
| ------ | --------- | ------ | --------- | ------ | ------ | ------ | ------ | ------ | ----- |
| 15 jun | Sérvia    | 3–1    | Argentina | 25–23  | 23–25  | 25–22  | 25–17  |        | 98–87 |
| 15 jun | Cuba      | 1–3    | Turquia   | 16–25  | 25–20  | 20–25  | 20–25  |        | 81–95 |
| 16 jun | Cuba      | 3–0    | Sérvia    | 25–14  | 25–15  | 25–17  |        |        | 75–46 |
| 16 jun | Turquia   | 3–1    | Argentina | 25–15  | 25–20  | 21–25  | 25–15  |        | 96–75 |
| 17 jun | Sérvia    | 1–3    | Turquia   | 21–25  | 25–16  | 22–25  | 21–25  |        | 89–91 |
| 17 jun | Argentina | 0–3    | Cuba      | 16–25  | 19–25  | 19–25  |        |        | 54–75 |

### Grupo I (Osaka)
| Data   |               | Placar |               | 1º Set | 2º Set | 3º Set | 4º Set | 5º Set | Total |
| ------ | ------------- | ------ | ------------- | ------ | ------ | ------ | ------ | ------ | ----- |
| 22 jun | Coreia do Sul | 1–3    | Turquia       | 18–25  | 26–28  | 25–20  | 13–25  |        | 82–98 |
| 22 jun | Japão         | 1–3    | Alemanha      | 22–25  | 12–25  | 25–17  | 16–25  |        | 75–92 |
| 23 jun | Alemanha      | 3–0    | Coreia do Sul | 25–10  | 25–14  | 25–20  |        |        | 75–44 |
| 23 jun | Japão         | 1–3    | Turquia       | 25–23  | 14–25  | 21–25  | 17–25  |        | 77–98 |
| 24 jun | Alemanha      | 3–1    | Turquia       | 24–26  | 25–17  | 25–18  | 25–15  |        | 99–76 |
| 24 jun | Japão         | 3–0    | Coreia do Sul | 25–22  | 25–20  | 27–25  |        |        | 77–67 |

### Grupo J (Bangkok)
| Data   |                | Placar |                | 1º Set | 2º Set | 3º Set | 4º Set | 5º Set | Total |
| ------ | -------------- | ------ | -------------- | ------ | ------ | ------ | ------ | ------ | ----- |
| 22 jun | Sérvia         | 0–3    | Estados Unidos | 19–25  | 23–25  | 18–25  |        |        | 60–75 |
| 22 jun | Tailândia      | 3–0    | Argentina      | 25–15  | 25–16  | 25–13  |        |        | 75–44 |
| 23 jun | Estados Unidos | 3–0    | Argentina      | 25–23  | 25–17  | 25–12  |        |        | 75–52 |
| 23 jun | Sérvia         | 1–3    | Tailândia      | 25–12  | 16–25  | 19–25  | 21–25  |        | 81–87 |
| 24 jun | Argentina      | 0–3    | Sérvia         | 16–25  | 22–25  | 24–26  |        |        | 62–76 |
| 24 jun | Estados Unidos | 3–0    | Tailândia      | 25–16  | 25–17  | 25–7   |        |        | 75–40 |

### Grupo K (Luohe)
| Data   |            | Placar |            | 1º Set | 2º Set | 3º Set | 4º Set | 5º Set | Total   |
| ------ | ---------- | ------ | ---------- | ------ | ------ | ------ | ------ | ------ | ------- |
| 22 jun | Cuba       | 2–3    | Brasil     | 31–29  | 18–25  | 19–25  | 26–24  | 8–15   | 102–118 |
| 22 jun | China      | 3–1    | Porto Rico | 25–16  | 25–27  | 25–11  | 25–13  |        | 100–67  |
| 23 jun | Porto Rico | 0–3    | Brasil     | 17–25  | 12–25  | 19–25  |        |        | 48–75   |
| 23 jun | China      | 3–2    | Cuba       | 22–25  | 25–16  | 25–22  | 23–25  | 15–9   | 110–97  |
| 24 jun | Cuba       | 3–0    | Porto Rico | 25–17  | 25–17  | 25–21  |        |        | 75–55   |
| 24 jun | China      | 0–3    | Brasil     | 20–25  | 22–25  | 19–25  |        |        | 61–75   |

### Grupo L (Kaohsiung)
| Data   |              | Placar |                      | 1º Set | 2º Set | 3º Set | 4º Set | 5º Set | Total   |
| ------ | ------------ | ------ | -------------------- | ------ | ------ | ------ | ------ | ------ | ------- |
| 22 jun | Itália       | 3–1    | República Dominicana | 25–20  | 25–17  | 25–27  | 25–21  |        | 100–85  |
| 22 jun | Taipé Chinês | 1–3    | Polônia              | 16–25  | 25–22  | 20–25  | 21–25  |        | 82–97   |
| 23 jun | Taipé Chinês | 0–3    | Itália               | 10–25  | 13–25  | 17–25  |        |        | 40–75   |
| 23 jun | Polônia      | 3–0    | República Dominicana | 25–16  | 25–19  | 25–14  |        |        | 75–49   |
| 24 jun | Taipé Chinês | 1–3    | República Dominicana | 18–25  | 25–21  | 18–25  | 22–25  |        | 83–96   |
| 24 jun | Itália       | 3–2    | Polônia              | 23–25  | 20–25  | 26–24  | 25–23  | 15–13  | 109–110 |

### Classificação geral
- Vitória por 3 sets a 0 ou 3 a 1: 3 pontos para o vencedor;
- Vitória por 3 sets a 2: 2 pontos para o vencedor e 1 ponto para o perdedor.
- Em caso de igualdade por pontos, os seguintes critérios servem como desempate: número de vitórias, média de sets e média de pontos.

|     |                      |     | Jogos | Jogos | Jogos | Pontos | Pontos | Pontos | Sets | Sets | Sets   |
| Pos | Equipe               | Pts | T     | V     | D     | V      | P      | R      | V    | P    | R      |
| --- | -------------------- | --- | ----- | ----- | ----- | ------ | ------ | ------ | ---- | ---- | ------ |
| 1   | Estados Unidos       | 27  | 9     | 9     | 0     | 720    | 525    | 1.371  | 27   | 2    | 13.500 |
| 2   | China                | 23  | 9     | 8     | 1     | 766    | 622    | 1.232  | 24   | 8    | 3,000  |
| 3   | Turquia              | 21  | 9     | 7     | 2     | 808    | 738    | 1.095  | 23   | 12   | 1.917  |
| 4   | Tailândia            | 20  | 9     | 7     | 2     | 709    | 633    | 1.120  | 22   | 10   | 2.200  |
| 5   | Brasil               | 19  | 9     | 8     | 1     | 873    | 774    | 1.128  | 25   | 14   | 1.786  |
| 6   | Cuba                 | 19  | 9     | 6     | 3     | 809    | 747    | 1.083  | 23   | 13   | 1.769  |
| 7   | Alemanha             | 18  | 9     | 6     | 3     | 709    | 621    | 1.142  | 20   | 11   | 1.818  |
| 8   | Polônia              | 16  | 9     | 5     | 4     | 789    | 740    | 1.066  | 20   | 15   | 1.333  |
| 9   | Japão                | 13  | 9     | 4     | 5     | 721    | 720    | 1.001  | 17   | 16   | 1.063  |
| 10  | Itália               | 13  | 9     | 4     | 5     | 773    | 772    | 1.001  | 16   | 19   | 0.842  |
| 11  | Sérvia               | 11  | 9     | 3     | 6     | 720    | 750    | 0.960  | 15   | 19   | 0.789  |
| 12  | República Dominicana | 7   | 9     | 2     | 7     | 617    | 725    | 0.851  | 9    | 22   | 0.409  |
| 13  | Porto Rico           | 5   | 9     | 2     | 7     | 608    | 751    | 0.810  | 8    | 24   | 0.333  |
| 14  | Coreia do Sul        | 4   | 9     | 1     | 8     | 673    | 798    | 0.843  | 8    | 25   | 0.320  |
| 15  | Argentina            | 0   | 9     | 0     | 9     | 584    | 759    | 0.769  | 4    | 27   | 0.148  |
| 16  | Taipé Chinês         | 0   | 9     | 0     | 9     | 542    | 746    | 0.727  | 3    | 27   | 0.111  |

## Fase final
A fase final do Grand Prix de 2012 foi disputada em Ningbo, na China, entre os dias 27 de junho e 1 de julho. As seis equipes classificadas integraram um grupo único, onde a que somou mais pontos ao final de cinco rodadas foi consagrada campeã.

### Resultados
|     |                |     | Jogos | Jogos | Jogos | Pontos | Pontos | Pontos | Sets | Sets | Sets  |
| Pos | Equipe         | Pts | T     | V     | D     | V      | P      | R      | V    | P    | R     |
| --- | -------------- | --- | ----- | ----- | ----- | ------ | ------ | ------ | ---- | ---- | ----- |
| 1   | Estados Unidos | 14  | 5     | 5     | 0     | 443    | 396    | 1.119  | 15   | 4    | 3.750 |
| 2   | Brasil         | 13  | 5     | 4     | 1     | 446    | 362    | 1.232  | 14   | 5    | 2.800 |
| 3   | Turquia        | 9   | 5     | 3     | 2     | 437    | 430    | 1.016  | 11   | 8    | 1.375 |
| 4   | Tailândia      | 5   | 5     | 2     | 3     | 431    | 456    | 0.945  | 8    | 11   | 0.727 |
| 5   | China          | 4   | 5     | 1     | 4     | 437    | 450    | 0.971  | 7    | 12   | 0.583 |
| 6   | Cuba           | 0   | 5     | 0     | 5     | 281    | 381    | 0.738  | 0    | 15   | 0,000 |

| Data   |                | Placar |                | 1º Set | 2º Set | 3º Set | 4º Set | 5º Set | Total   |
| ------ | -------------- | ------ | -------------- | ------ | ------ | ------ | ------ | ------ | ------- |
| 27 jun | Brasil         | 2–3    | Estados Unidos | 19–25  | 20–25  | 25–20  | 25–13  | 13–15  | 102–98  |
| 27 jun | Tailândia      | 1–3    | Turquia        | 22–25  | 21–25  | 25–20  | 24–26  |        | 92–96   |
| 27 jun | China          | 3–0    | Cuba           | 25–22  | 25–22  | 25–17  |        |        | 75–61   |
| 28 jun | Estados Unidos | 3–1    | Tailândia      | 25–18  | 27–25  | 18–25  | 25–18  |        | 95–86   |
| 28 jun | Cuba           | 0–3    | Turquia        | 23–25  | 9–25   | 20–25  |        |        | 52–75   |
| 28 jun | China          | 1–3    | Brasil         | 21–25  | 25–21  | 19–25  | 18–25  |        | 83–96   |
| 29 jun | Brasil         | 3–0    | Cuba           | 25–17  | 25–12  | 25–14  |        |        | 75–43   |
| 29 jun | Turquia        | 1–3    | Estados Unidos | 18–25  | 23–25  | 25–21  | 20–25  |        | 86–96   |
| 29 jun | China          | 2–3    | Tailândia      | 25–21  | 22–25  | 32–34  | 25–21  | 13–15  | 117–116 |
| 30 jun | Brasil         | 3–0    | Tailândia      | 25–20  | 25–23  | 25–14  |        |        | 75–57   |
| 30 jun | Cuba           | 0–3    | Estados Unidos | 14–25  | 24–26  | 14–25  |        |        | 52–76   |
| 30 jun | China          | 1–3    | Turquia        | 26–24  | 22–25  | 23–25  | 21–25  |        | 92–99   |
| 1 jul  | Turquia        | 1–3    | Brasil         | 21–25  | 25–23  | 20–25  | 15–25  |        | 81–98   |
| 1 jul  | Tailândia      | 3–0    | Cuba           | 25–22  | 30–28  | 25–23  |        |        | 80–73   |
| 1 jul  | China          | 0–3    | Estados Unidos | 24–26  | 21–25  | 25–27  |        |        | 70–78   |

## Classificação final
| Campeão | Vice-campeão | Terceiro lugar |
| Estados Unidos Alisha Glass · Danielle Scott-Arruda · Tayyiba Haneef-Park · Nicole Davis · Heather Bown · Cynthia Barboza · Nancy Metcalf · Christa Harmotto · Megan Hodge · Tamari Miyashiro · Courtney Thompson · Kristin RichardsLindsey Berg · Stacy Sykora · Jennifer Tamas · Kimberly Glass · Jordan Larson · Nicole Fawcett · Logan Tom · Foluke Akinradewo · Carli Lloyd · Destinee Hooker · Alexandra Klineman · Mary Spicer · Lauren Gibbemeyer | Brasil Fabiana Claudino · Juciely Barreto · Danielle Lins · Paula Pequeno · Adenízia da Silva · Thaísa Menezes · Marianne Steinbrecher · Jaqueline Carvalho · Fernanda Ferreira · Sheilla Castro · Fabiana de Oliveira · Fernanda Garay · Josefa Fabíola de Souza · Camila BraitWélissa Gonzaga · Tandara Caixeta · Natália Pereira · Joyce Silva · Cláudia Silva · Natasha Farinéa · Juliana Nogueira · Veridiana Fonseca · Gabriela Guimarães · Andressa Picussa · Priscila Daroit | Turquia Güldeniz Önal · Gülden Kayalar · Gizem Güreşen · Ergül Avcı · Polen Uslupehlivan · Bahar Toksoy · Gözde Kırdar · Naz Aydemir · Esra Gümüş · Neriman Özsoy · Eda Erdem · Neslihan Darnel · Büşra Cansu · Nilay ÖzdemirNihan Güneyligil · Gökçen Denkel · Özge Yurtdagülen · Meryem Boz · Elif Öner · Asuman Karakoyun · Seda Tokatlıoğlu · Yeliz Askan Başa · Selime İlyasoğlu · Gizem Örge · Ezgi Dağdelenler |

| 4  | Tailândia            |
| 5  | China                |
| 6  | Cuba                 |
| 7  | Alemanha             |
| 8  | Polônia              |
| 9  | Japão                |
| 10 | Itália               |
| 11 | Sérvia               |
| 12 | República Dominicana |
| 13 | Porto Rico           |
| 14 | Coreia do Sul        |
| 15 | Argentina            |
| 16 | Taipé Chinês         |

### Prêmios individuais
| MVP (Most Valuable Player) | Megan Hodge     | Estados Unidos |
| Melhor atacante            | Yoana Palacios  | Cuba           |
| Melhor bloqueadora         | Thaísa Menezes  | Brasil         |
| Melhor sacadora            | Neslihan Darnel | Turquia        |
| Melhor recptora            | Gülden Kayalar  | Turquia        |
| Melhor líbero              | Zhang Xian      | China          |
| Melhor levantadora         | Tomkom Nootsara | Tailândia      |
| Maior pontuadora           | Megan Hodge     | Estados Unidos |